# 封包交換網路
封包交換網路（英語：Packet-switched network），是一種數位通信網路。它將資料組合成適當大小的區塊，稱為封包，再通過網路來傳輸。這個傳送封包的網路是共享的，每個單位都可以獨立把封包再傳送出去，而且配置自己需要的資源。
封包交換的基本原則是最佳化的使用連線負載能力，最小化回應時間，以及增進通訊的完整性。